# Richardia ciliata
Richardia ciliata är en måreväxtart som först beskrevs av Nathaniel Lord Britton och Percy Wilson, och fick sitt nu gällande namn av Walter Hepworth Lewis och R.L.Oliv.. Richardia ciliata ingår i släktet Richardia och familjen måreväxter. Inga underarter finns listade i Catalogue of Life.